# 溫特瑟 (特拉華州)
溫特瑟（英語：Winterthur）是位於美國特拉華州紐卡斯爾縣的一個非建制地區。該地的面積和人口皆未知。

## 地理
溫特瑟的座標為39°48′10″N 75°35′30″W / 39.80278°N 75.59167°W，而該地的平均海拔高度為82米（即269英尺）。